# Challenger de Burnie 2011
El torneo McDonald's Burnie International 2011 fue un torneo profesional de tenis. Perteneció al ATP Challenger Series 2011. Se disputó su 9.ª edición sobre pistas duras, en Burnie, Australia entre el 31 de enero y el 6 de febrero de 2011.

## Jugadores participantes del cuadro de individuales

### Cabezas de serie
| País                       | Jugador           | Rank1 | Favorito |
| -------------------------- | ----------------- | ----- | -------- |
| Bandera de Australia       | Marinko Matosevic | 138   | 1        |
| Bandera de Italia          | Paolo Lorenzi     | 140   | 2        |
| Bandera de Eslovenia       | Grega Žemlja      | 142   | 3        |
| Bandera de Australia       | Carsten Ball      | 158   | 4        |
| Bandera de República Checa | Lukáš Rosol       | 163   | 5        |
| Bandera de Japón           | Yuichi Sugita     | 166   | 6        |
| Bandera de República Checa | Ivo Minář         | 169   | 7        |
| Bandera de Japón           | Tatsuma Ito       | 182   | 8        |

- Se ha tomado el rankings del día 17 de enero de 2011.

### Otros participantes
Los siguientes jugadores recibieron una invitación (wild card), por lo tanto ingresan directamente al cuadro principal:
- Chris Guccione
- James Lemke
- Luke Saville
- Bernard Tomic

Los siguientes jugadores ingresan al cuadro principal tras disputar el cuadro clasificatorio:
- Érik Chvojka
- James Duckworth
- Joel Lindner
- Benjamin Mitchell

## Campeones

### Individual Masculino
Challenger de Burnie 2011 (individual masculino)
- Flavio Cipolla venció a  Chris Guccione, por walkover

### Dobles Masculino
Challenger de Burnie 2011 (dobles masculino)
- Philip Bester /  Peter Polansky vencieron a  Marinko Matosevic /  Jose Rubin Statham, por 6–3, 4–6, [14–12]